# Ammerschwihr
Ammerschwihr [aməʁʃviʁ]  est une commune française située dans la circonscription administrative du Haut-Rhin et, depuis le 1er janvier 2021, dans le territoire de la Collectivité européenne d'Alsace, en région Grand Est.
Cette commune se trouve dans la région historique et culturelle d'Alsace.

## Géographie

### Localisation
Ammerschwihr est un village situé sur la route des vins d'Alsace. Ses principales ressources économiques sont dues à la viticulture et notamment à son célèbre Kaefferkopf (colline produisant du raisin d'une grande qualité).
| Kaysersberg | Kientzheim       | Sigolsheim            |
| Labaroche   | Ammerschwihr     | Colmar                |
| Turckheim   | Niedermorschwihr | Ingersheim Katzenthal |

### Géologie et relief
Ammerschwihr possède 1 150 ha de forêts et 400 ha de vignobles et bénéficie d'un climat exceptionnel[réf. nécessaire].
C'est une des 201 communes  du parc naturel régional des Ballons des Vosges, réparties sur quatre départements : les Vosges, le Haut-Rhin, le Territoire de Belfort et la Haute-Saône.
Lieu de repos en altitude, le lieu-dit des Trois-Épis (Drei-Ähren en allemand) fait partie pour un tiers de la commune d'Ammerschwihr, partagé avec Niedermorschwihr et Turckheim.

### Hydrographie

#### Réseau hydrographique
La commune est dans le bassin versant du Rhin au sein du bassin Rhin-Meuse. Elle est drainée par la Fecht, la Weiss, le Walbach et la dérivation de Kientzheim,,.
La Fecht, d'une longueur de 49 km, prend sa source dans la commune de Metzeral et se jette  dans l'Ill à Illhaeusern, après avoir traversé 19 communes.

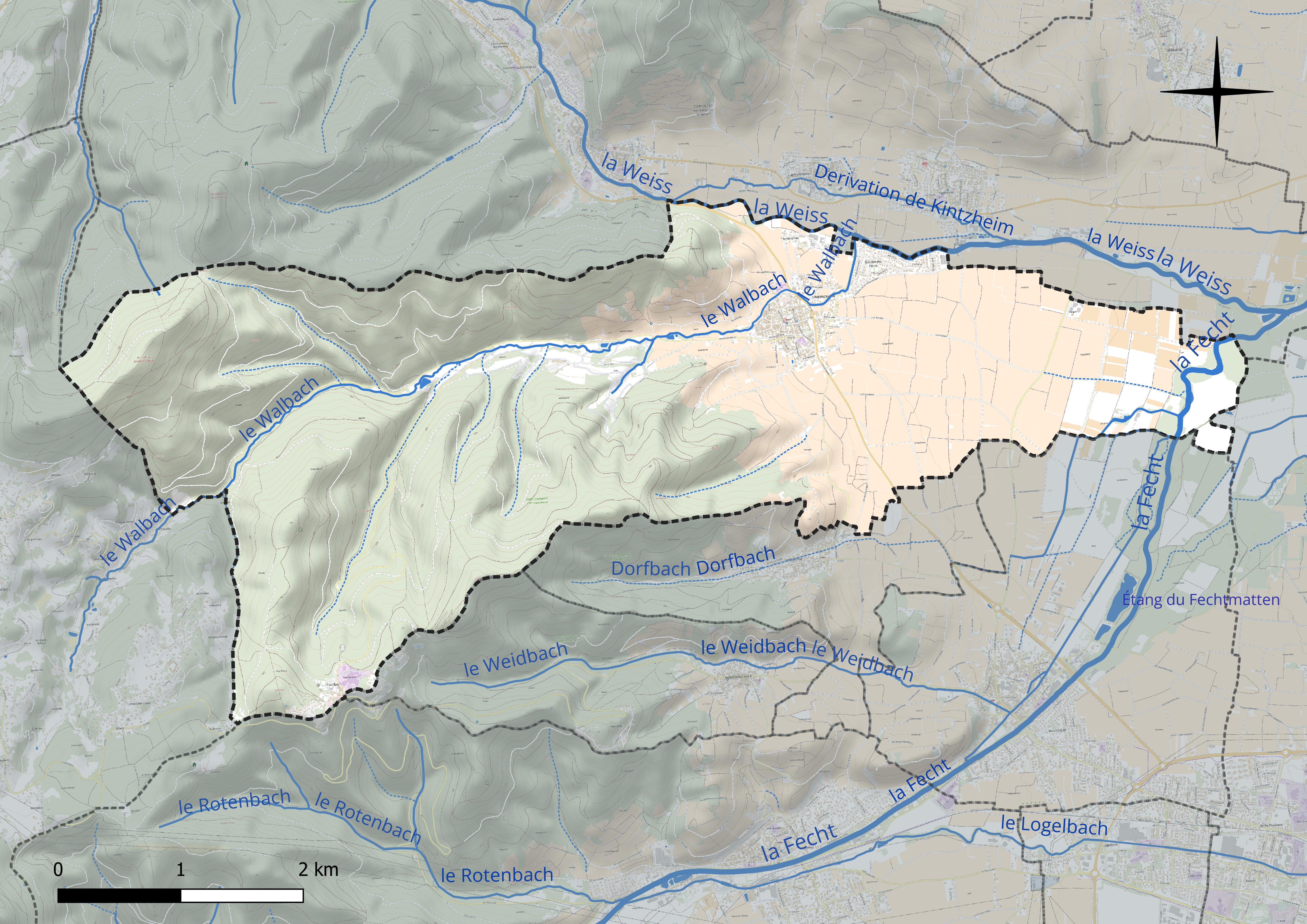
Réseau hydrographique d'Ammerschwihr.

La Weiss, d'une longueur de 24 km, prend sa source dans la commune de Orbey et se jette  dans la Fecht à Kaysersberg Vignoble, après avoir traversé cinq communes.

#### Gestion et qualité des eaux
Le territoire communal est couvert par le schéma d'aménagement et de gestion des eaux (SAGE) « Ill Nappe Rhin ». Ce document de planification concerne la nappe phréatique rhénane, les cours d'eau de la plaine d'Alsace et du piémont oriental du Sundgau, les canaux situés entre l'Ill et le Rhin et les zones humides de la plaine d'Alsace. Le périmètre s’étend sur 3 596 km2. Il a été approuvé le 17 janvier 2005. La structure porteuse de l'élaboration et de la mise en œuvre est la région Grand Est.
La qualité des cours d’eau peut être consultée sur un site dédié géré par les agences de l’eau et l’Agence française pour la biodiversité.

### Climat
Pour des articles plus généraux, voir Climat du Grand Est et Climat du Haut-Rhin.
En 2010, le climat de la commune est de type climat des marges montargnardes, selon une étude du Centre national de la recherche scientifique s'appuyant sur une série de données couvrant la période 1971-2000. En 2020, Météo-France publie une typologie des climats de la France métropolitaine dans laquelle la commune est exposée à un climat semi-continental et est dans la région climatique Vosges, caractérisée par une pluviométrie très élevée (1 500 à 2 000 mm/an) en toutes saisons et un hiver rude (moins de 1 °C).
Pour la période 1971-2000, la température annuelle moyenne est de 10,4 °C, avec une amplitude thermique annuelle de 17,6 °C. Le cumul annuel moyen de précipitations est de 772 mm, avec 8,7 jours de précipitations en janvier et 9 jours en juillet. Pour la période 1991-2020, la température moyenne annuelle observée sur la station météorologique de Météo-France la plus proche, « Trois-Épis_sapc », sur la commune de Turckheim à 4 km à vol d'oiseau, est de 9,8 °C et le cumul annuel moyen de précipitations est de 804,5 mm. 
La température maximale relevée sur cette station est de 35,7 °C, atteinte le 7 août 2015 ; la température minimale est de −20 °C, atteinte le 13 janvier 1987,,.
Les paramètres climatiques de la commune ont été estimés pour le milieu du siècle (2041-2070) selon différents scénarios d'émission de gaz à effet de serre à partir des nouvelles projections climatiques de référence DRIAS-2020. Ils sont consultables sur un site dédié publié par Météo-France en novembre 2022.

## Urbanisme

### Typologie
Au 1er janvier 2024, Ammerschwihr est catégorisée petite ville, selon la nouvelle grille communale de densité à sept niveaux définie par l'Insee en 2022.
Elle appartient à l'unité urbaine de Kaysersberg Vignoble, une agglomération intra-départementale regroupant deux  communes, dont elle est une commune de la banlieue,,. Par ailleurs la commune fait partie de l'aire d'attraction de Colmar, dont elle est une commune de la couronne,. Cette aire, qui regroupe 95 communes, est catégorisée dans les aires de 50 000 à moins de 200 000 habitants,.

### Occupation des sols
L'occupation des sols de la commune, telle qu'elle ressort de la base de données européenne d’occupation biophysique des sols Corine Land Cover (CLC), est marquée par l'importance des forêts et milieux semi-naturels (58,8 % en 2018), une proportion sensiblement équivalente à celle de 1990 (59 %). La répartition détaillée en 2018 est la suivante : 
forêts (58,8 %), cultures permanentes (27 %), zones agricoles hétérogènes (5 %), espaces verts artificialisés, non agricoles (4,8 %), zones urbanisées (4,3 %). L'évolution de l’occupation des sols de la commune et de ses infrastructures peut être observée sur les différentes représentations cartographiques du territoire : la carte de Cassini (XVIIIe siècle), la carte d'état-major (1820-1866) et les cartes ou photos aériennes de l'IGN pour la période actuelle (1950 à aujourd'hui).

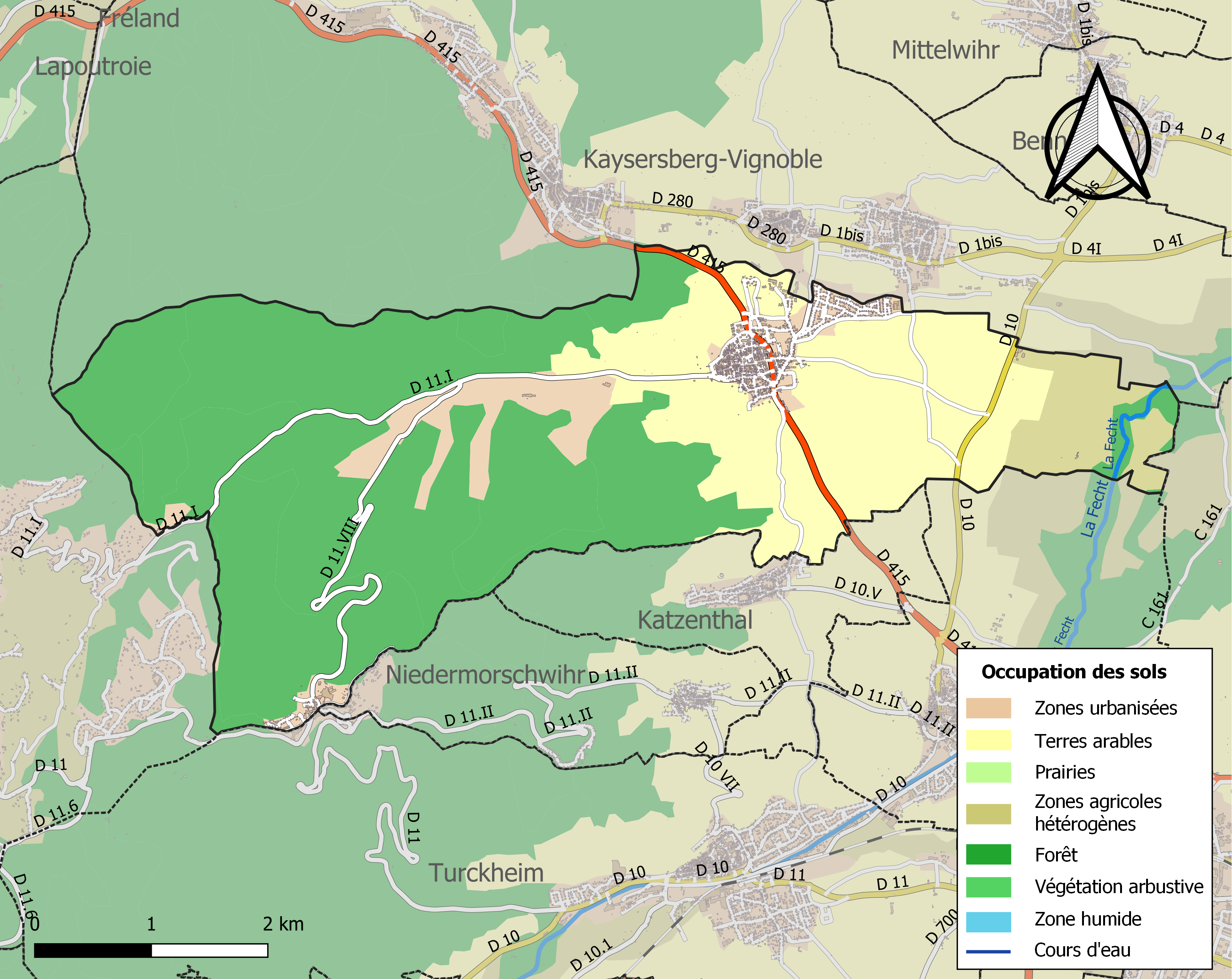
Carte des infrastructures et de l'occupation des sols de la commune en 2018 (CLC).

### Lieux-dits et écarts

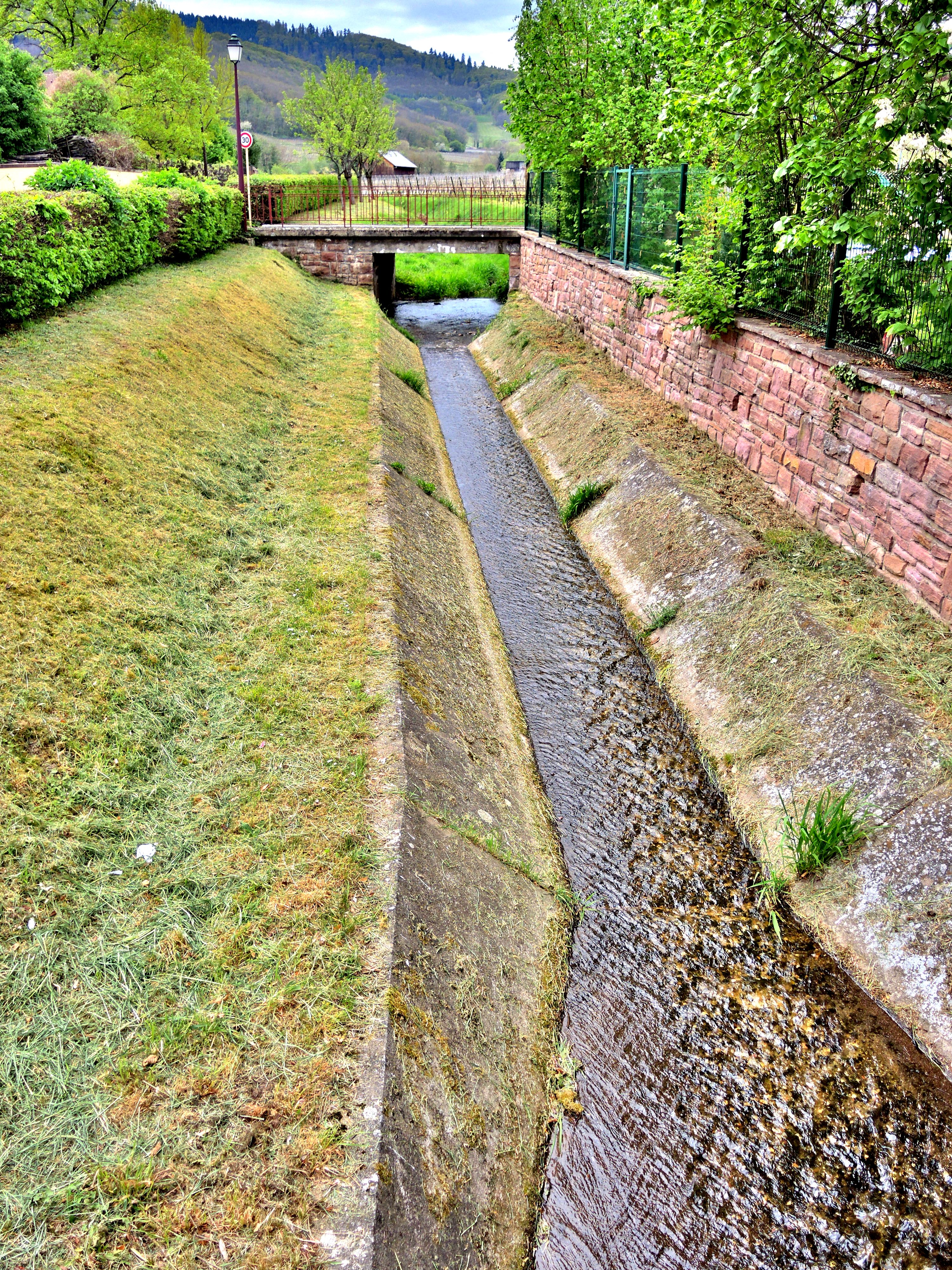
Le Walbach, dans sa traversée d'Ammerschwihr.

- Meywihr, à l'est, village disparu, chapelle en ruine et ossuaire.

### Risques naturels et technologiques
Commune située dans une zone 3 de sismicité modérée.

## Toponymie
- Almenswile en 879 ;
- Amelricheswilre en 977, dans cette phrase latine « Capellam decimalem et baptismalem cum tota villa Amelricheswilre », parlant de la chapelle primitive du bourg[22] ;
- Amalrichovilla en 1128 ;
- Amilrichiswilre vers 1149.

Ce toponyme semble devoir son nom à l'anthroponyme germanique Amalric.
La commune se nomme Àmmerschwihr en alsacien, Ammerschwihr en alémanique.

### Origine du nom
Le nom d'Ammerchwihr provient vraisemblablement du nom d'un chef alémanique Almaric et du latin villare qui veut dire domaine. Maréville (Minnenwilre, Meywihr) était au Xe siècle une villa royale qui devint le berceau d'Ammerschwihr (Amalrici villa). D'après une charte de 977, l'impératrice Adélaïde, en donnant à l'abbaye de Murbach ses possessions d'Ammerschwihr, stipule expressément que certaines parties resteront dans la suite propriété commune de tous les villages et de la marche de Sigolsheim.

## Histoire

### Légende
Il est question d'Amalrici vilare dans la vie de saint Déodat qui, après avoir quitté l'évêché de Tours pour embrasser la vie d'anachorète, aurait d'abord voulu s'arrêter en cet endroit et y obtenir l'hospitalité. Mais fort mal accueilli et même repoussé par les habitants du lieu, il a dû fuir en toute hâte et se réfugier à deux lieues de là, à Hunawihr. Richer de Senones, et après lui Jean Ruyr, disent que, pour punir les habitants de Mariville, Dieu condamna tous les enfants de cette localité à naître avec des écrouelles. Toutefois ne furent infectés en signe du méchef de leurs pères ceux qui purent naître au-delà du ruisseau. Ce qu'ayant bien remarqué les matrones près d'enfanter, prirent la résolution et coutumes de passer et accoucher outre ledit torrent et ainsi n'avaient pas leurs enfants la messéance des grosses gorges.

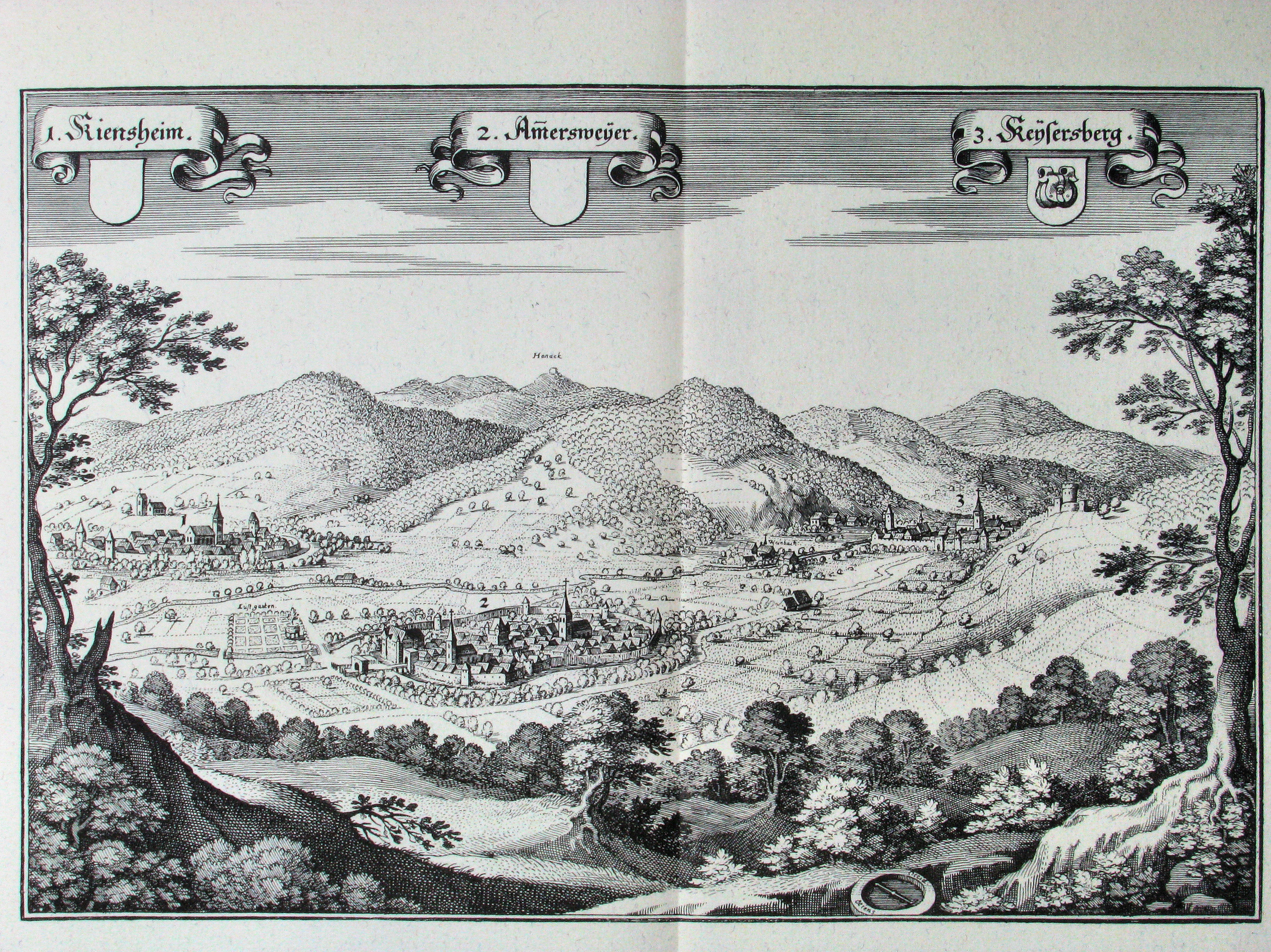
Topographia Alsatiae, Amersweyer

### Apparition du village

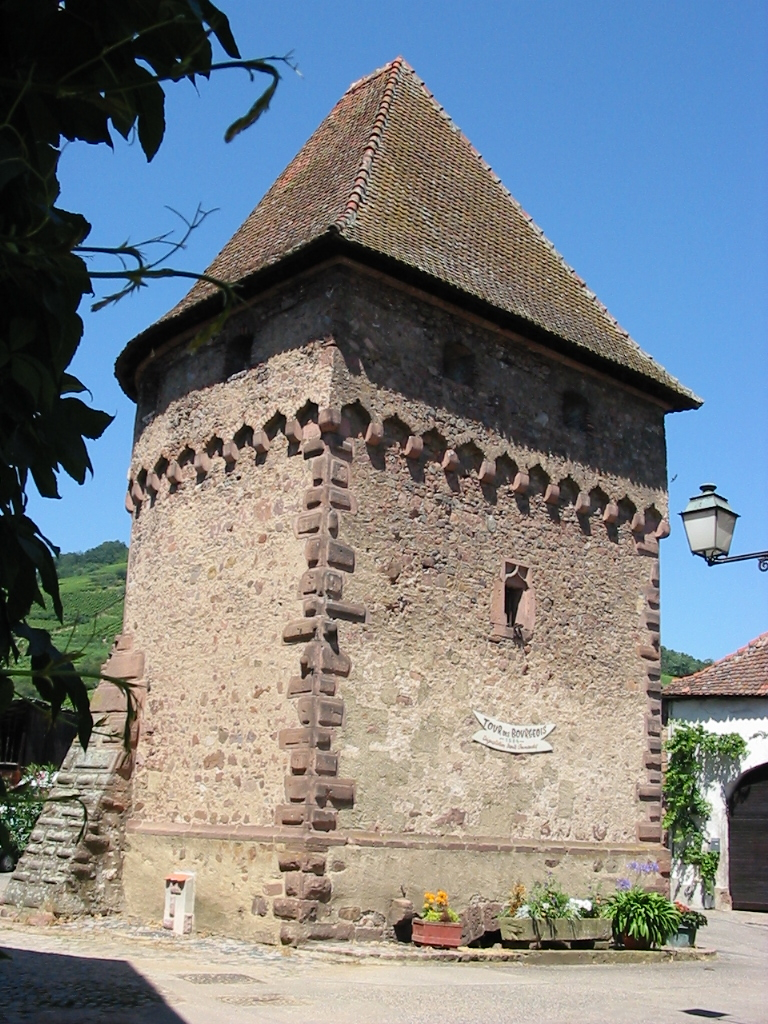
La tour des Bourgeois.

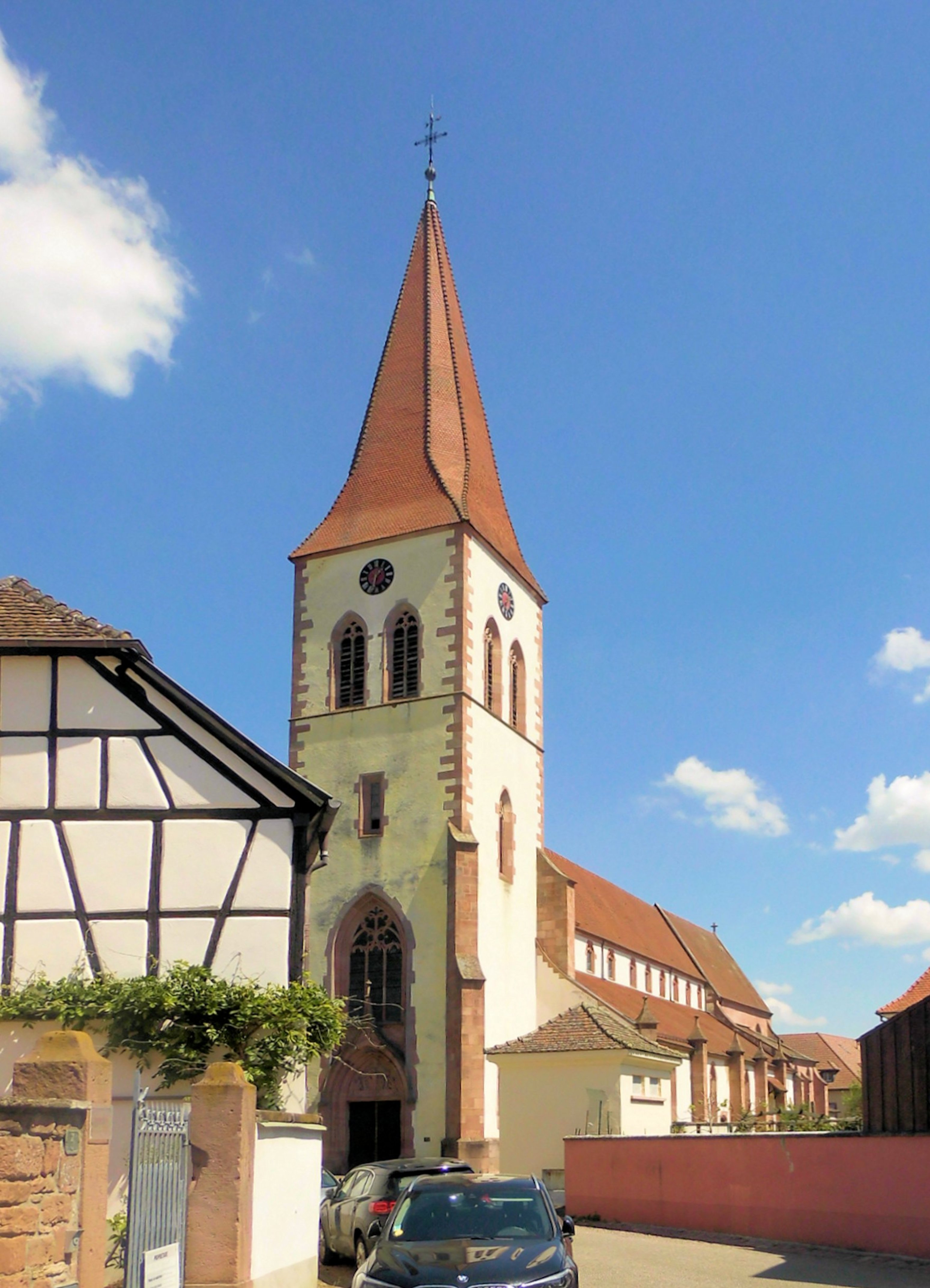
L'église Saint-Martin.

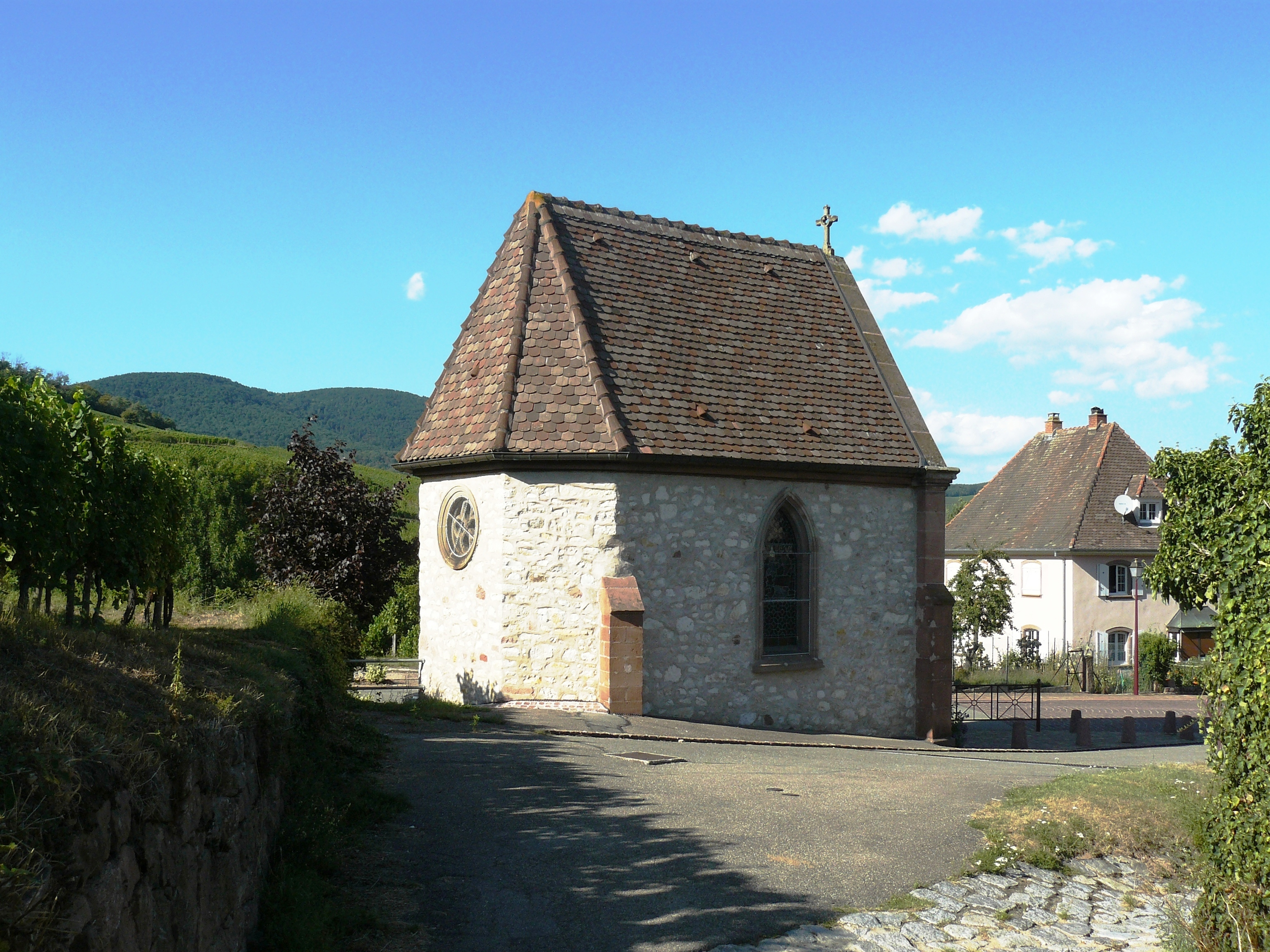
Chapelle Saint-Wendelin.

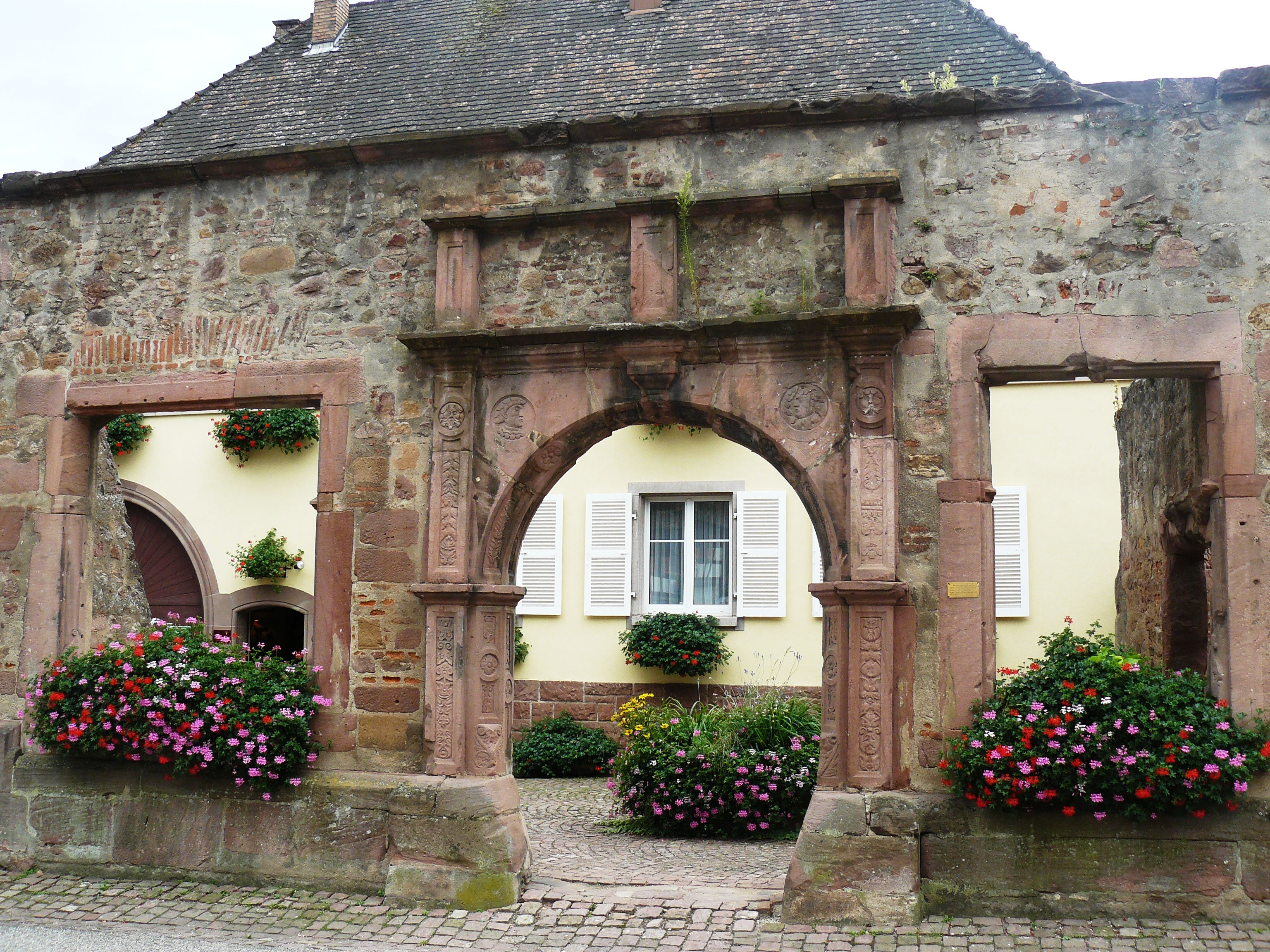
Vestige de l'ancien hôtel de ville construit en 1552 et détruit lors des bombardements de décembre 1944.

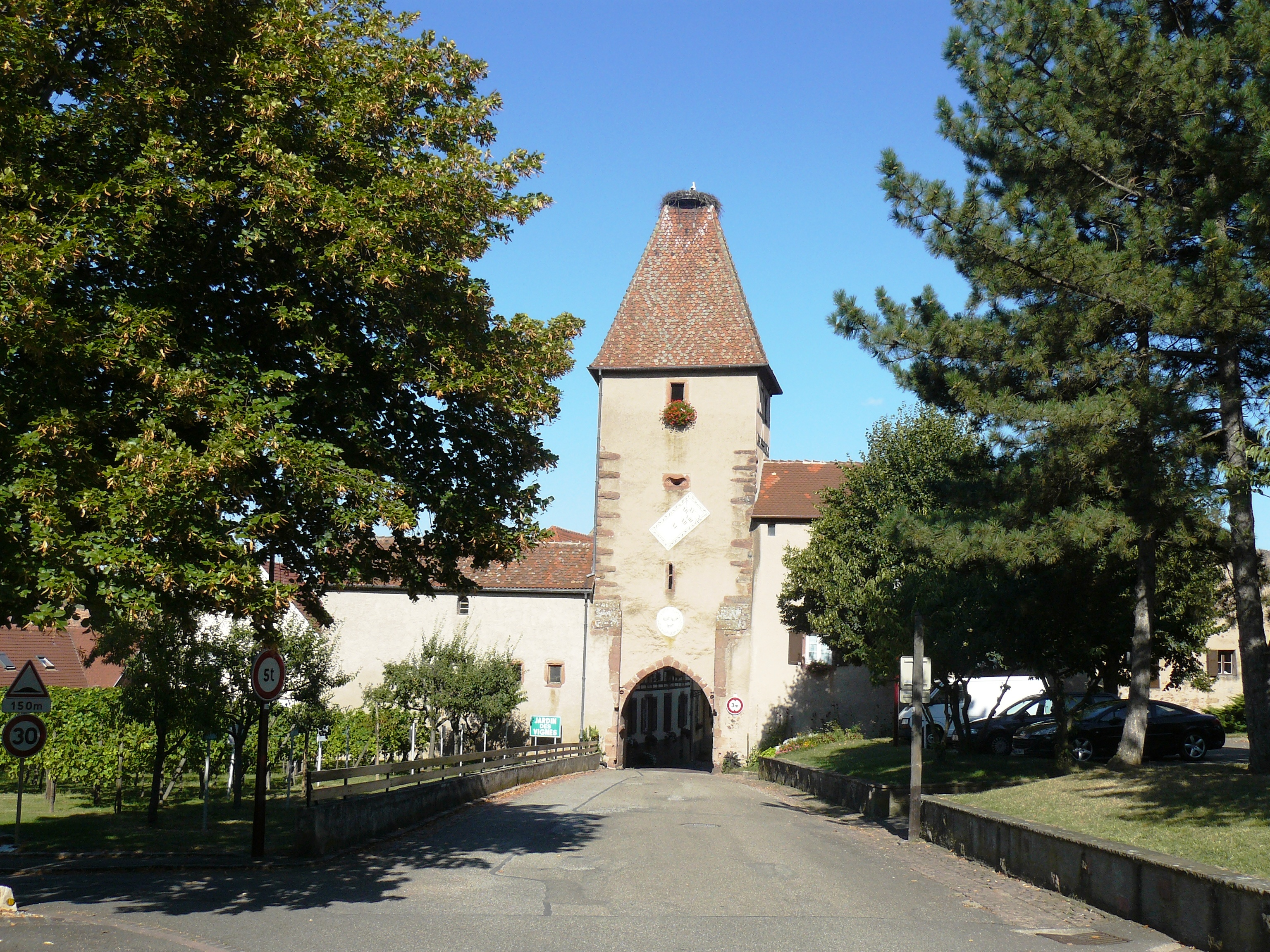
La porte haute ou tour des Cigognes (1608).

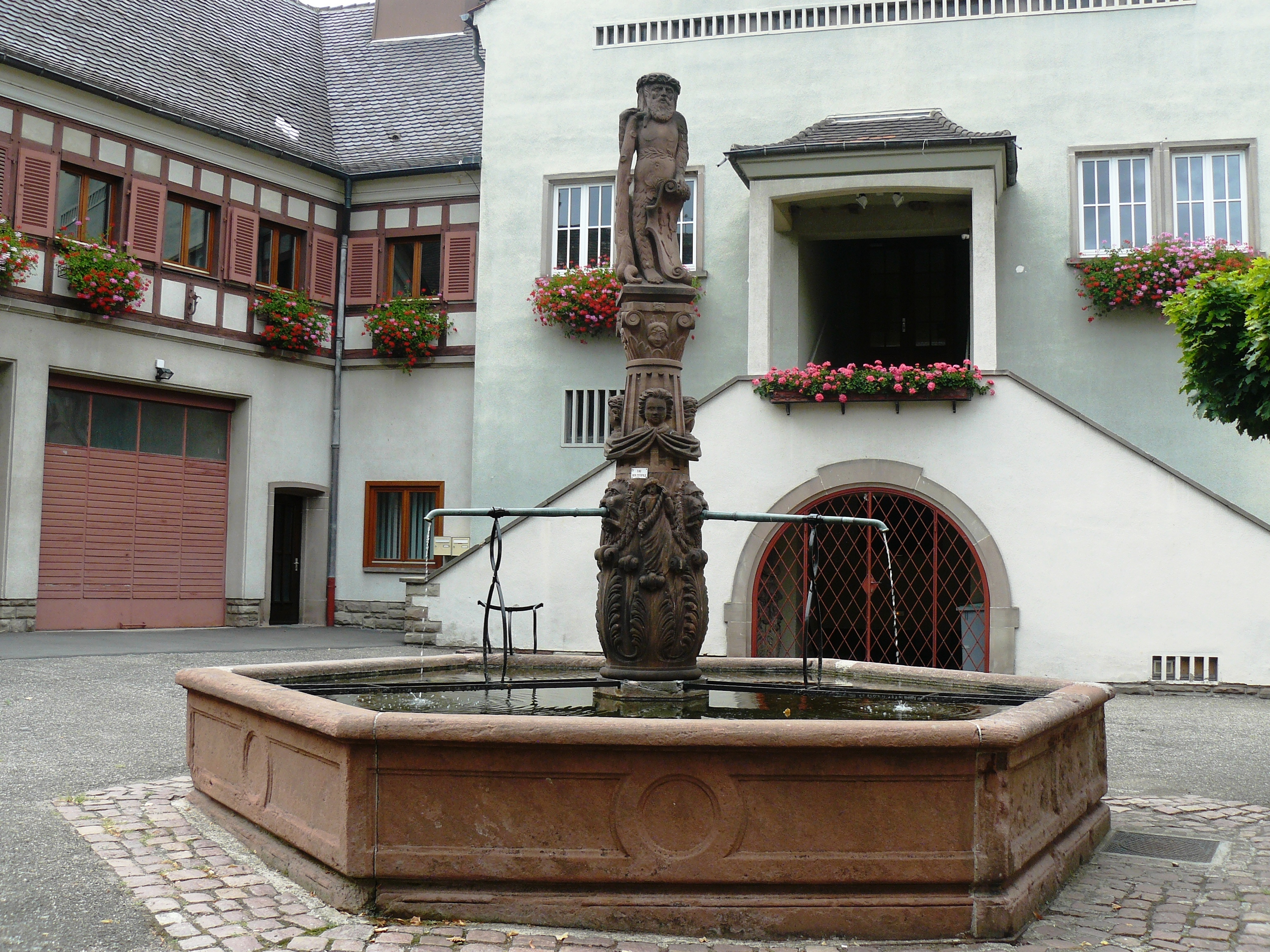
Fontaine de l'homme sauvage (1560).

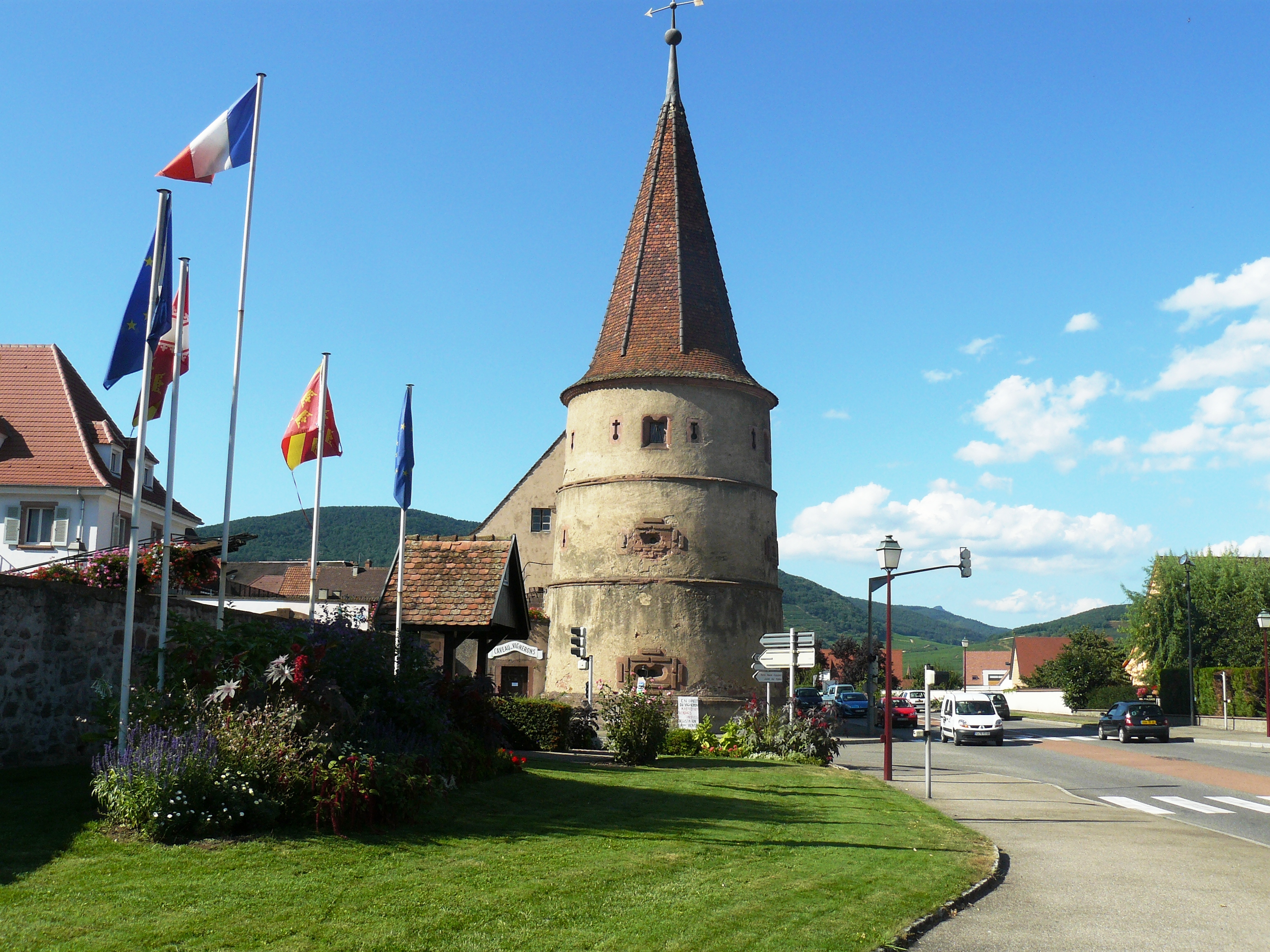
La tour des Fripons (1535).

Ammerschwihr fut probablement déjà occupé dès la période de l'âge du bronze. On a trouvé en effet sur le site, une hache à rebord, une hache à talon et une pointe de lance à douille. Le nom d'Almarici Villare est cité dès 869 ; à cette date, le roi Lothaire II fait don à la fille du roi Louis le Germanique de biens que le comte Erchangar y possède.
Amalrici Villare au Xe siècle, n’était encore qu'une ferme royale qui s'est transformée en ville à partir du XIVe siècle en se réunifiant avec trois villages : Ammerschwihr, Meywiller (ou Minenwiller), Katzenwiller (ou Katzenbach). Ce dernier village est le seul connu aujourd'hui. Ainsi la ville fut-elle soumise à l'époque à trois juridictions différentes : à l'avocat impérial de Kaysersberg qui relevait de l'empire, et aux seigneurs de Ribeaupierre et de Haut-Landsperg qui relevaient tous deux de la maison d'Autriche. Chaque seigneur avait la garde de l'une des trois portes de la ville, nommait un prévôt et percevait sur ses sujets une contribution en argent et en vin.
Les citoyens nommaient eux-mêmes leurs bourgmestres, au nombre de trois, et six conseillers. Lorsqu'un homme se mariait avec une femme d'une autre juridiction que la sienne, les enfants suivaient la condition de la mère, ce que l'on appelait die böse Hand, la mauvaise main ou la main gauche. Ammerschwihr est cité comme ville pour la première fois en 1367, les mêmes droits que ceux des villes impériales d'Alsace lui seront accordés par l'empereur Sigismond en 1431. La ville est désormais gouvernée par un conseil élu chaque année.

### Le partage de la ville
Au XIVe siècle, trois seigneurs se partageaient le ban communal et ses revenus : le Saint-Empire romain germanique, la seigneurie de Ribeaupierre et celle des Holandsberg. En 1431, le roi Sigismond accorde à la ville les mêmes privilèges que les villes impériales d'Alsace (Décapole). Les bourgeois de la ville développent le commerce du vin. Au XVIe siècle, Ammerschwihr connaîtra un véritable développement, comme en témoignent les magnifiques bâtiments et édifices, dont quelques-uns sont encore visibles de nos jours : la tour des Bourgeois (1434), la tour des Fripons (1535), l'hôtel de ville, l'église agrandie entre 1564 et 1585.

### Les invasions
Ammerschwihr eut à subir plusieurs invasions, d'abord celles des Armagnacs en 1444, la guerre des paysans en 1525, la guerre de Trente Ans, puis l'invasion des Lorrains en 1652. La ville se relève au XVIIIe siècle grâce à la viticulture.

### Seconde Guerre mondiale
Ammerschwihr a été incendiée par les bombardements de décembre 1944 et janvier 1945 lors de la bataille d'Alsace. 85 % du village a été détruit lors de la Libération par les troupes françaises et américaines. L'hôtel de ville, les vieilles maisons de la place du Marché et de la Grand'Rue furent détruits. Seules l'église Saint-Martin, relativement épargnée, la porte haute et deux tours des fortifications témoignent encore de l'intérêt pittoresque qu'offrait jadis cette petite ville si éprouvée lors de la Seconde Guerre mondiale. Après d'âpres combats, la ville redevient française le 18 décembre 1944.
La commune a été décorée, le 12 février 1949, de la croix de guerre 1939-1945.

## Politique et administration

### Découpage territorial
La commune d'Ammerschwihr est membre de la communauté de communes de la Vallée de Kaysersberg, un établissement public de coopération intercommunale (EPCI) à fiscalité propre créé le 29 décembre 1995 dont le siège est à Kaysersberg Vignoble. Ce dernier est par ailleurs membre d'autres groupements intercommunaux.
Sur le plan administratif, elle est rattachée à l'arrondissement de Colmar-Ribeauvillé, à la circonscription administrative de l'État du Haut-Rhin, en tant que circonscription administrative de l'État, et à la région Grand Est.
Sur le plan électoral, elle dépendait jusqu'en 2020 du  canton de Sainte-Marie-aux-Mines pour l'élection des conseillers départementaux au sein du conseil départemental du Haut-Rhin. Depuis le 1er janvier 2021, elle dépend du même canton pour l'élection des conseillers d'Alsace au sein de la collectivité européenne d'Alsace.

### Budget et fiscalité 2022
En 2022, le budget de la commune était constitué ainsi :
- total des produits de fonctionnement : 1 821 000 €, soit 1 007 € par habitant ;
- total des charges de fonctionnement : 1 453 000 €, soit 803 € par habitant ;
- total des ressources d'investissement : 43 000 €, soit 24 € par habitant ;
- total des emplois d'investissement : 476 000 €, soit 263 € par habitant ;
- endettement : 957 000 €, soit 529 € par habitant.

Avec les taux de fiscalité suivants :
- taxe d'habitation : 11,30 % ;
- taxe foncière sur les propriétés bâties : 24,77 % ;
- taxe foncière sur les propriétés non bâties : 53,20 % ;
- taxe additionnelle à la taxe foncière sur les propriétés non bâties : 0,00 % ;
- cotisation foncière des entreprises : 0,00 %.

Chiffres clés Revenus et pauvreté des ménages en 2021 : médiane en 2021 du revenu disponible, par unité de consommation : 27 950 €.

### Liste des maires
| Période                                  | Période                   | Identité                                           | Étiquette | Qualité            |
| ---------------------------------------- | ------------------------- | -------------------------------------------------- | --------- | ------------------ |
| Les données manquantes sont à compléter. |                           |                                                    |           |                    |
| 1816                                     | 1826                      | Jacques Joseph de Schielé                          |           | Général de brigade |
| 1953                                     | 1958                      | René Kuehn                                         | MRP       | Avocat             |
| av.1962                                  |                           | Martin Schaetzel                                   | MRP       | Viticulteur        |
| mars 1986                                | 2001                      | Bernard Rosé                                       | RPR       |                    |
| mars 2001                                | 2014                      | Jean-Marie Fritsch                                 | UDI       |                    |
| mars 2014                                | En cours (au 31 mai 2020) | Patrick Reinstettel Réélu pour le mandat 2020-2026 | UMP-LR    | Fonctionnaire      |

## Équipements et services publics

### Enseignement
Établissements d'enseignements : 
- Écoles maternelles et primaires à Ammerschwihr, Niedermorschwihr,  Kaysersberg Vignoble, Turckheim.
- Collèges à Kaysersberg Vignoble, Ingersheim, Wintzenheim, Orbey.
- Lycées à Ingersheim, Wintzenheim, Colmar.

### Santé
Professionnels et établissements de santé :
- Médecins à Ammerschwihr, Ingersheim, Kaysersberg, Turckheim.
- Pharmacies à Ammerschwihr, Ingersheim, Kaysersberg, Turckheim.
- Hôpitaux à Ammerschwihr, Kaysersberg, Turckheim, Colmar.

## Population et société

### Démographie

#### Évolution démographique
L'évolution du nombre d'habitants est connue à travers les recensements de la population effectués dans la commune depuis 1793. Pour les communes de moins de 10 000 habitants, une enquête de recensement portant sur toute la population est réalisée tous les cinq ans, les populations de référence des années intermédiaires étant quant à elles estimées par interpolation ou extrapolation. Pour la commune, le premier recensement exhaustif entrant dans le cadre du nouveau dispositif a été réalisé en 2006.

En 2022, la commune comptait 1 594 habitants, en évolution de −11,4 % par rapport à 2016 (Haut-Rhin : +0,66 %, France hors Mayotte : +2,11 %).
| 1793  | 1800  | 1806  | 1821  | 1831  | 1836  | 1841  | 1846  | 1851  |
| ----- | ----- | ----- | ----- | ----- | ----- | ----- | ----- | ----- |
| 1 940 | 1 676 | 1 997 | 1 946 | 2 137 | 2 136 | 2 149 | 2 228 | 2 205 |

| 1856  | 1861  | 1866  | 1871  | 1875  | 1880  | 1885  | 1890  | 1895  |
| ----- | ----- | ----- | ----- | ----- | ----- | ----- | ----- | ----- |
| 2 014 | 2 036 | 1 979 | 1 862 | 1 767 | 1 766 | 1 676 | 1 756 | 1 722 |

| 1900  | 1905  | 1910  | 1921  | 1926  | 1931  | 1936  | 1946 | 1954  |
| ----- | ----- | ----- | ----- | ----- | ----- | ----- | ---- | ----- |
| 1 639 | 1 584 | 1 565 | 1 384 | 1 402 | 1 427 | 1 507 | 885  | 1 424 |

| 1962  | 1968  | 1975  | 1982  | 1990  | 1999  | 2006  | 2011  | 2016  |
| ----- | ----- | ----- | ----- | ----- | ----- | ----- | ----- | ----- |
| 1 341 | 1 406 | 1 448 | 1 566 | 1 869 | 1 892 | 1 875 | 1 839 | 1 799 |

| 2021  | 2022  | - | - | - | - | - | - | - |
| ----- | ----- | - | - | - | - | - | - | - |
| 1 650 | 1 594 | - | - | - | - | - | - | - |

### Vie associative
- Festicave[40].

### Cultes
- Culte catholique, Communauté de paroisses Au Pied du Galtz[41], Diocèse de Strasbourg.

### Médias
- La petite ville de Kaysersberg (et les deux communes voisines d'Ammerschwihr et Kientzheim) sont passées au tout numérique le 27 mai 2009. En raison de la proximité de l’Allemagne et du manque de fréquences disponibles, l’opération s'est faite en deux temps. La mise en place d’un seul multiplex a permis de recevoir d’abord six chaînes en numérique, le lancement des autres chaînes de la TNT a été fait le même jour que l’extinction de l’analogique, le 27 mai 2009.
- Le groupe de musique Collectif 6.8.7.7.0 chante une chanson « Tu prends mon bled comme étiquette » contre le FN qui a mis le village d'Ammershwihr en première page de son affiche contre Patrick Binder[42].

## Économie

### Entreprises et commerces

#### Agriculture
Ammerschwihr est une commune viticole d'Alsace qui peut produire les appellations Alsace, Crémant d'Alsace et Alsace Grand Cru Kaefferkopf et Wineck-schlossberg.

#### Tourisme
- Hébergements et restauration à Ammerschwihr, Kientzheim, Kaysersberg, Niederschwihr, Ingersheim.

#### Commerces
- Commerces et services de proximité.

## Culture locale et patrimoine

### Lieux et monuments

#### Église Saint-Martin
L'église Saint-Martin, dont l'origine remonte à 1564, est pourvue d’un clocher néogothique qui a été  restauré en 1910,.

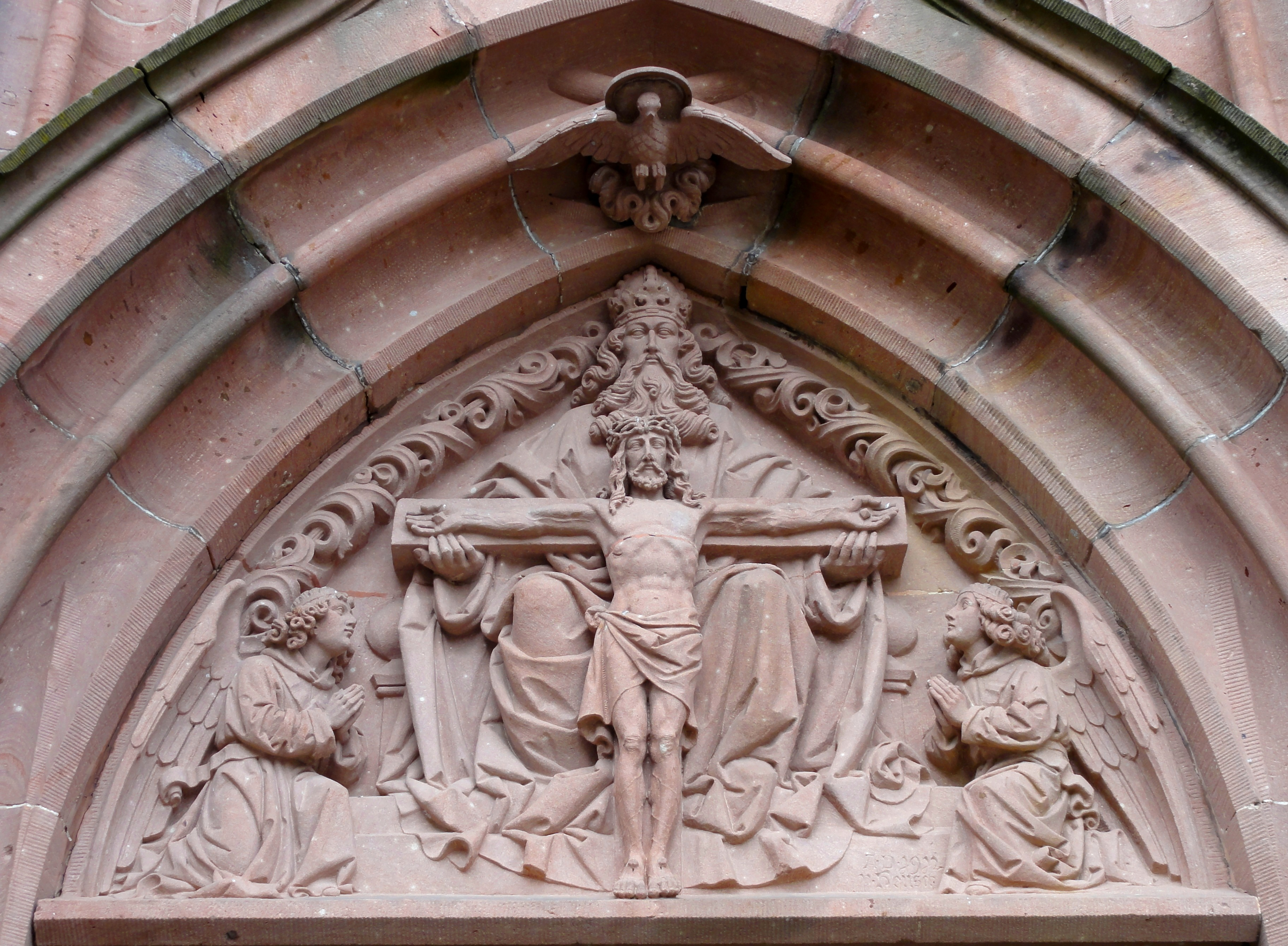
Tympan du portail « Trône de Gloire ».
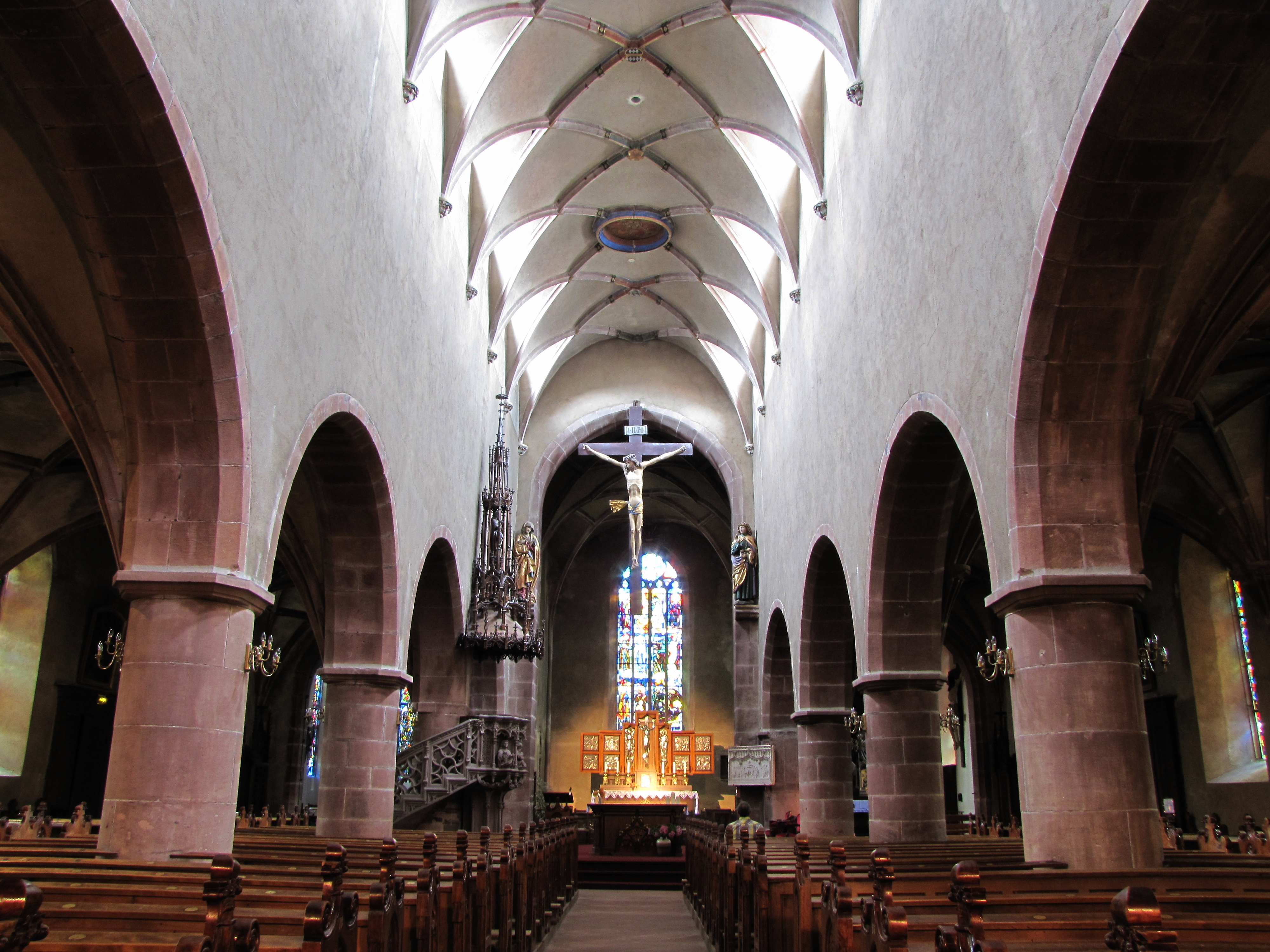
Vue intérieure de la nef vers le chœur.
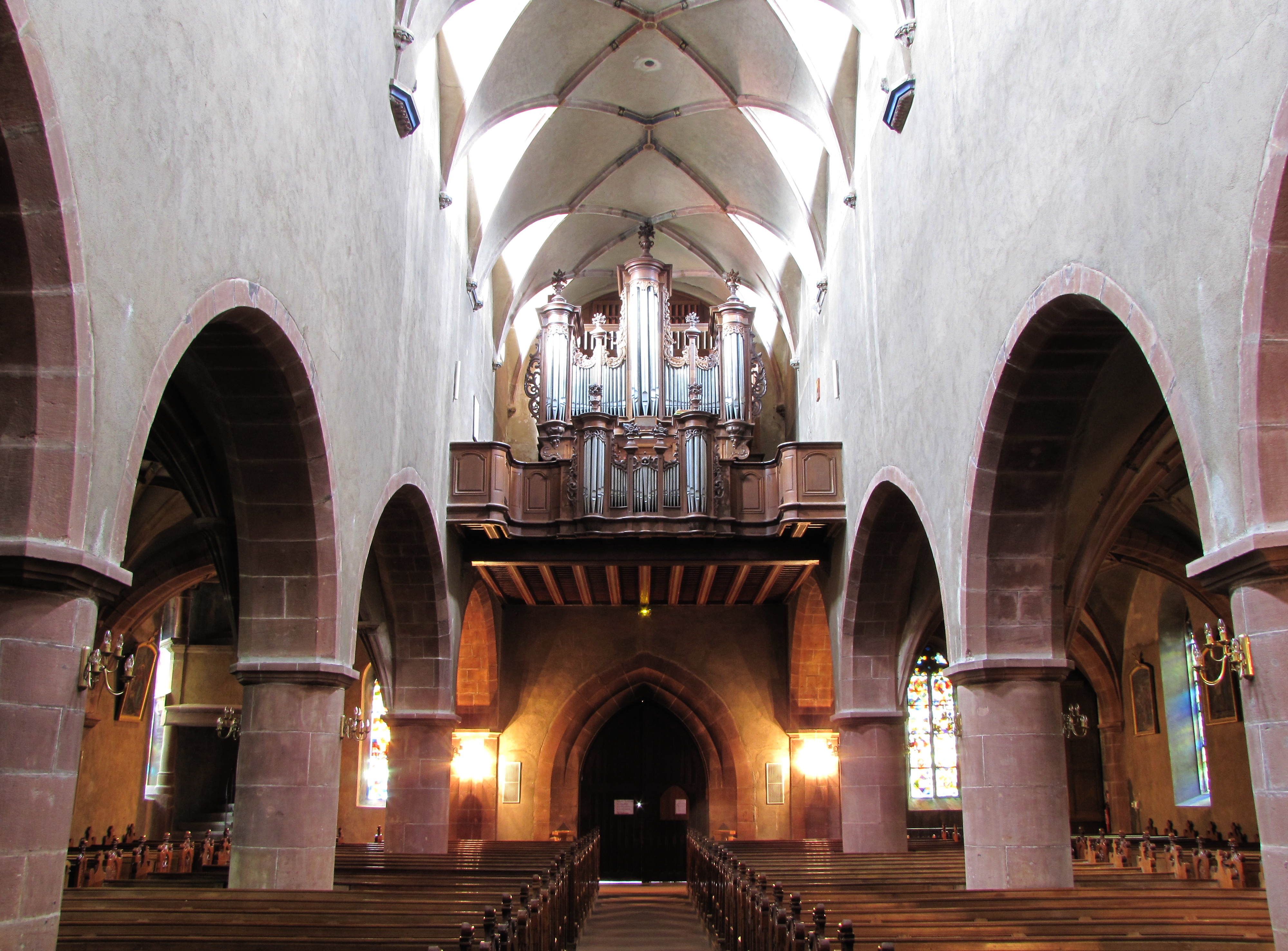
Vue intérieure de la nef et tribune de l'orgue Dubois-Bergäntzel-Rinckenbach-Roethinger (1762)[46],[47],[48],[49].
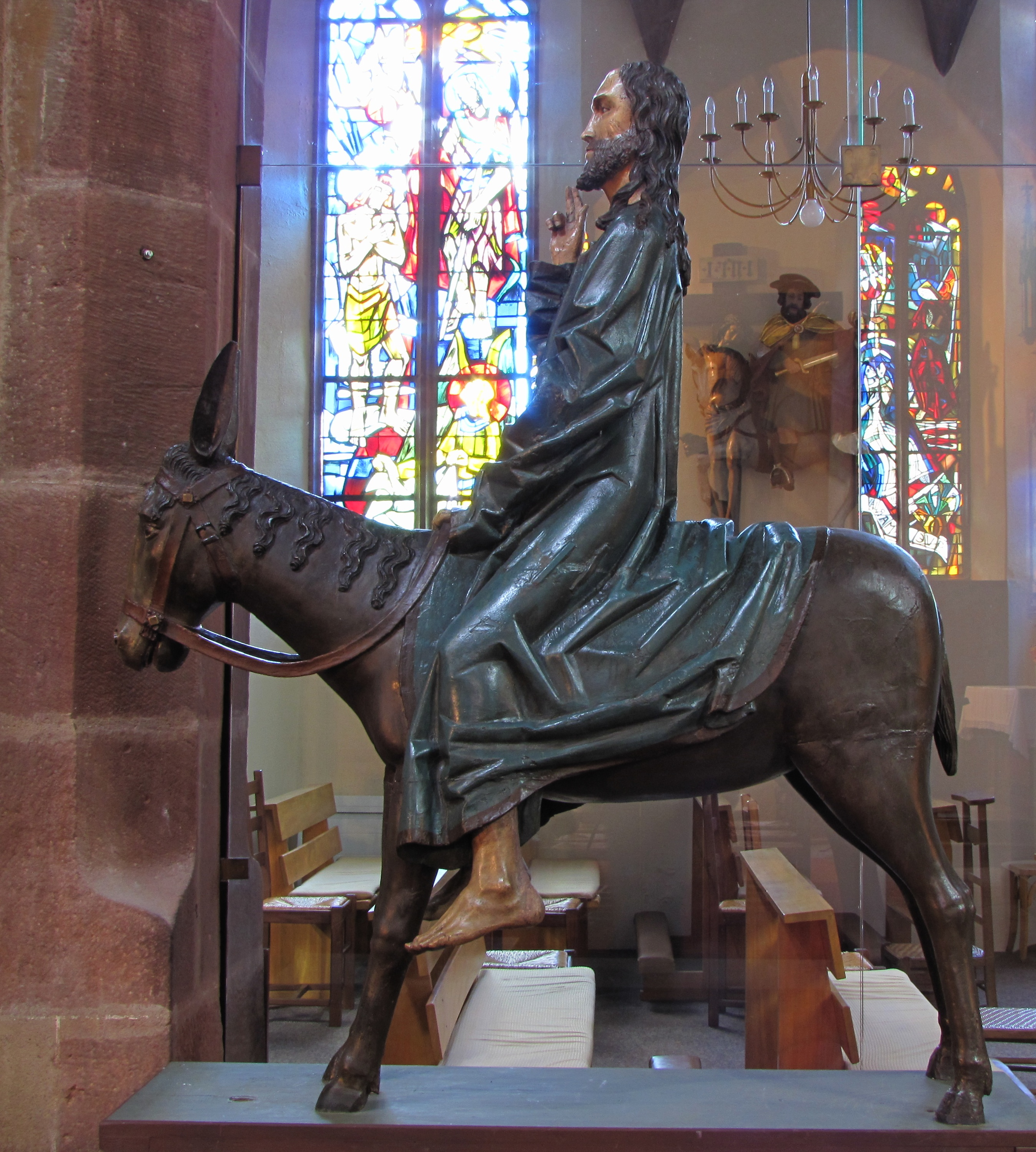
Groupe sculpté « Christ des Rameaux » (XVIe)[50].
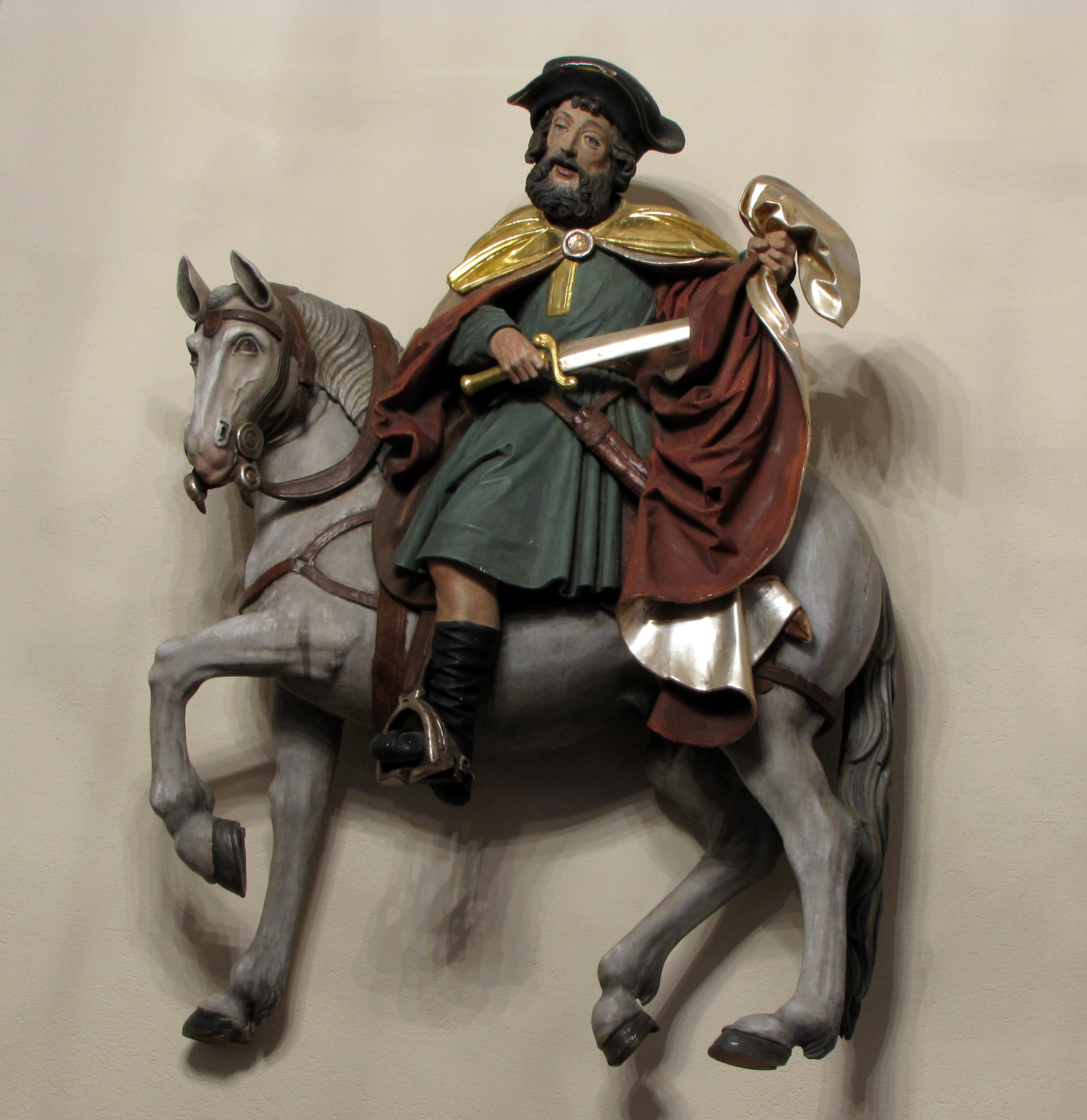
Statue de saint Martin (XVIe)[51].

#### Chapelle Saint-Wendelin (entrée est de l'agglomération)
La chapelle Saint-Wendelin se trouve à l'ouest de la porte Haute, à l'embranchement de la route qui mène à Labaroche et aux Trois-Épis. Elle était située au XIIIe siècle dans un petit hameau connu sous le nom de Katzenbach. Mentionnée dès 1325 comme « alter ban » (ancien banc), le lieu était placé sous la protection de saint Wendelin. La toponymie en a conservé le souvenir, l'une des vallées se nommant Wendlingsthal. Au XVIIIe siècle, la chapelle Saint-Wendelin est de nouveau à l'honneur. Le lundi de Pâques 1793, la statuette polychrome en terre cuite datant de la fin du XVe siècle, représentant la Vierge douloureuse et ornant le maître-autel des Trois-Épis fut déposée sur l'autel de la chapelle Saint-Wendelin puis déplacée à l'église paroissiale Sainte-Catherine. La statue fut ainsi en sûreté durant toute la période révolutionnaire, alors que la plupart des objets du culte et le mobilier des églises avaient été vendus sous enchères. Après la Révolution, la statue fut replacée le 17 avril 1804 dans la chapelle Saint-Wendelin et une grande procession la ramena le 2 juillet 1804 aux Trois-Épis sur son lieu de dévotion d'origine. La chapelle fut reconstruite vers 1878-1880. Elle subit des dégradations de décembre 1944 à janvier 1945. Après avoir réalisé en 1988 une première restauration, la ville d'Ammerschwihr procéda entre 1998 et 1999 à de nouveaux travaux sur l'édifice extérieur. Le financement étant assuré par la commune avec des subventions du ministère de la Culture et de la Communication, au titre de sauvegarde des édifices de qualité non protégés situés en milieu rural, et du conseil général du Haut-Rhin.

#### Chapelle Saint-Éloi
Chapelle située à l'entrée est du village, rue de la gare. L'édifice est actuellement en cours de restauration. Construite primitivement en 1535, la chapelle Saint-Éloi sert de lieu de pèlerinage pour la communauté d'Ammerschwihr. Fermée pendant la Révolution, elle est rouverte en 1804 après avoir été restaurée par des bénévoles. En 1944, au cours de la libération du village, la chapelle est sérieusement endommagée, elle sera presque aussitôt réparée. En 1957, des prisonniers de guerre de la Haute-Savoie offrent la cloche fondue par les Établissements Paccard d'Annecy qui orne le clocheton de la chapelle,.

#### Restes de l'ancien hôtel de ville datant de 1552
L'ancien hôtel de ville était l'un des plus beaux fleurons de l'architecture Renaissance à Ammerschwihr avant sa destruction par les bombardements de décembre 1944. À l'heure actuelle, seule subsiste la façade du rez-de-chaussée conservée comme monument commémoratif du martyre de la cité. Une porte d'entrée surmontée des armoiries de la ville permettait l'accès aux étages, tandis qu'une porte cochère flanquée de deux larges fenêtres donnait sur le rez-de-chaussée du bâtiment. Le décor de la façade est très typé et associe le végétal à l'animal ou le végétal à l'humain, ou encore chacun exploité individuellement. Dans la partie supérieure de la porte cochère, des médaillons d'empereurs décorent l'ensemble de la construction. De nombreuses marques de tâcherons permettent d'affirmer que l'atelier des tailleurs de pierres était composé d'une dizaine de personnes.

#### La tour des Bourgeois ou «Bürgerturm» (1535)
Située rue des Rivières-aux-Bains, la partie exposée aux invasions de la tour des bourgeois est de forme ronde, tandis que le reste, à l'intérieur des remparts est carré. La tour est armée de trois meurtrières à redans. Au-dessus d'une des portes permettant d'accéder à l'ancien chemin de ronde figurent les armes de la cité. La seconde porte est couronnée par les blasons des trois seigneurs protecteurs : le Saint-Empire romain germanique, le comte de Lupfen et les sires de Ribeaupierre. La toiture de la tour des bourgeois est mise en place vers 1910. Jusqu'à la Seconde Guerre mondiale, une partie du ruisseau avait été déviée et passait dessus.

#### La porte haute, ou tour des cigognes ou encore «Obertor» duXIIIesiècle
La porte haute date du XIIIe siècle et faisait partie intégrante de la fortification. Relevant du Saint-Empire romain germanique, elle était située à la sortie ouest de la ville. Au cours du XVe siècle, la structure supérieure est modifiée par un colombage et une bouche à feu. Un cadran solaire aux armes de la ville figure sur les façades est et ouest.

#### Fontaine de l'Homme sauvage (1560)
Sculptée probablement en 1560, la statue de l'homme sauvage porte à ses pieds un écu aux armes de la ville et tient un cep de vigne. Le bassin est refait en 1864 ainsi que le fût de la fontaine. La statue en grès jaune n'est que légèrement meurtrie lors des destructions de 1944. En 1977, le sculpteur colmarien Frédéric Schické remplace l'ancienne statue par une copie en grès rose,.

#### La tour des Fripons (1608)
La tour des Fripons a été érigée en 1608, bien que les fondations soient antérieures. Équipée d'imposantes meurtrières à redans, elle protégeait jadis l'entrée de la ville. Utilisée comme prison au cours de la seconde moitié du XVIIe siècle et tout au long du XVIIIe siècle, la tour des Fripons est restaurée après la Seconde Guerre mondiale. La tour des Fripons a été classée Monument Historique en 1931,,.

#### La tour des voleurs ou «Schelmenturm»
Tour, ronde, de l'ancienne enceinte fortifiée de la ville, dite Schelmenturm (Tour des voleurs).

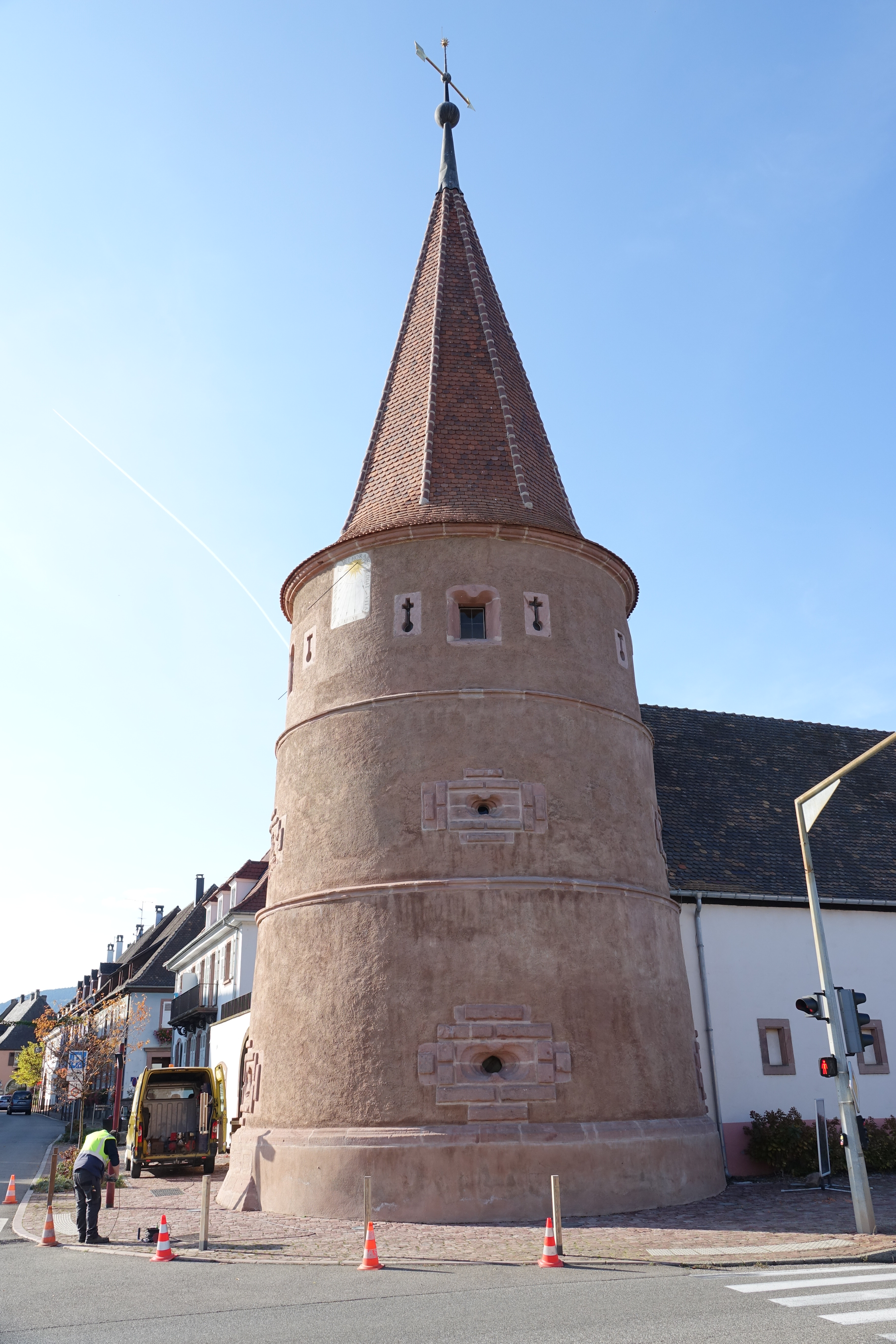
La tour des voleurs.
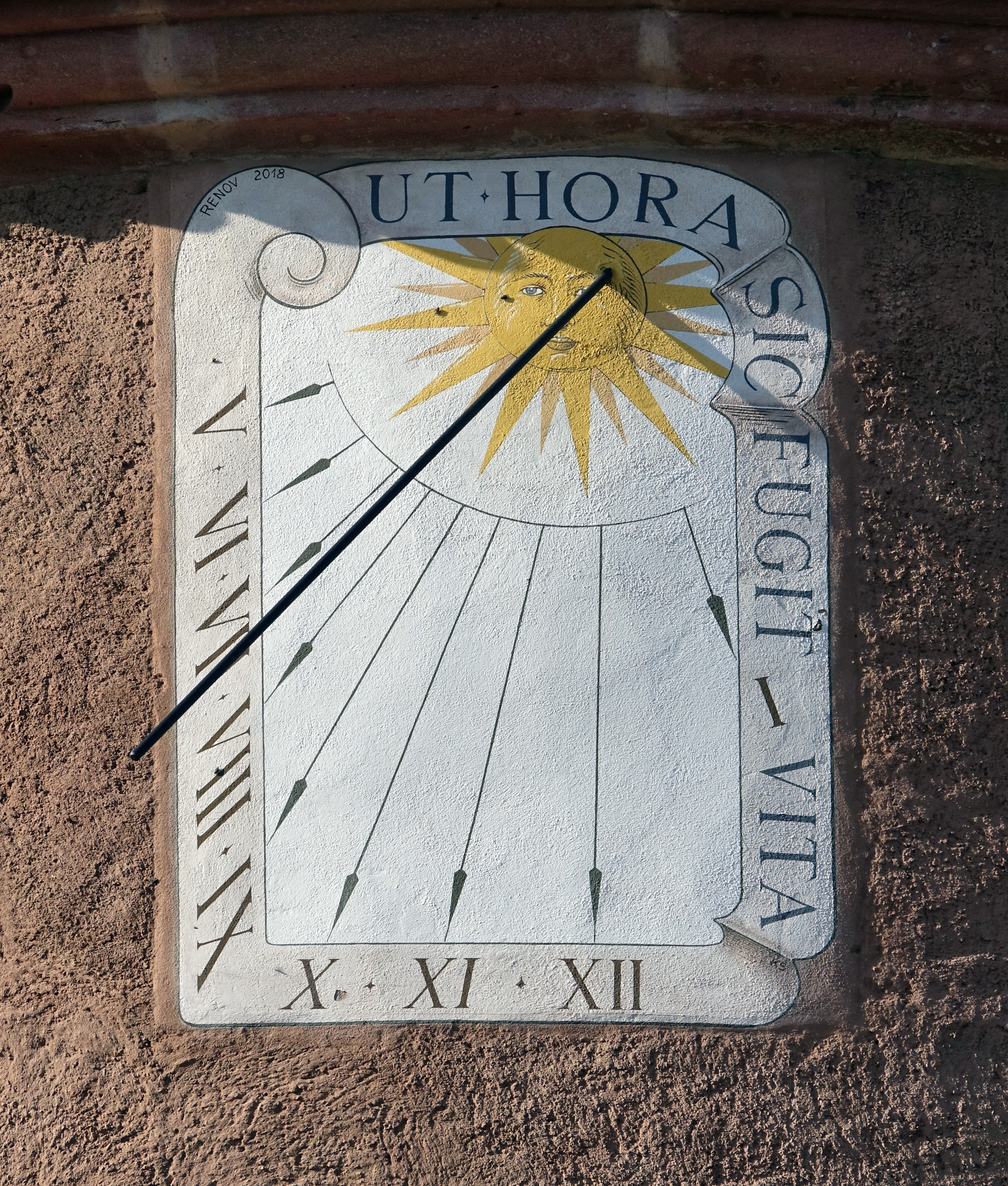
Le cadran solaire.

#### Château de Meywihr (1279)
Dans les vignes, au pied du massif vosgien, subsiste la base du donjon carré de l'ancien château de Meywihr cité en 1279,.
Dans le village, de nombreux monuments ont été miraculeusement épargnés par les guerres.
Les vestiges de la chapelle du Meywihr abritent actuellement le plus petit clos d'Alsace, dénommé « Le Clos du Meywihr », cultivé par le domaine André Tempé,.

#### Autres curiosités
- Des maisons anciennes dans la Grande-Rue ;
- le poutre de gloire à l'arc triomphal datant du XVe siècle ;
- le Christ des Rameaux du XVIe siècle[50] ;
- le Christ bénissant l'Alsace aux Trois Épis[69] ;
- l'escalier de la tribune du XVIe siècle ;
- la croix de carrefour[70].

### Personnalités liées à la commune
- Jacques Joseph de Schielé (1758-1826), général de brigade de la Révolution et de l'Empire, maire d'Ammerschwihr de 1816 à 1826, né et mort dans cette commune.
- Louis Kuehn (1834-1885), commissaire de police, chef de la Sûreté parisienne en 1884-1885, est né à Ammerschwihr.

### Héraldique
| Blason d'Ammerschwihr | Les armes d'Ammerschwihr se blasonnent ainsi : « D'argent aux trois oiseaux de sable, allumés du champ. » |

Il s'agit d'armes parlantes, attribuant la racine Ammer au nom germanique du bruant, un passereau présent notamment dans les zones marécageuses. Ce blason remonte au XVIe siècle, mais il ne comportait alors qu'un seul bruant. Aujourd'hui, il en comporte trois, par référence à la division territoriale de la commune jusqu'à la Révolution.